# Buftea
Buftea è una città della Romania di 20 577 abitanti, ubicata nel distretto di Ilfov, nella regione storica della Muntenia.
Fa parte dell'area amministrativa anche la località di Buciumeni.
La città è situata circa 20 km a nord di Bucarest ed è attraversata da due strade nazionali provenienti dalla capitale: la DN1A, che la collega a Brașov, e la DN7, che la collega a Pitești.
Il più importante monumento della città è il Castello Știrbei, già residenza del boiardo Barbu Dimitrie Știrbei (1796 o 1801-1869), per due volte Principe di Valacchia nei periodi 1848-1853 e 1854-1856.
Sulle rive del lago vicino alla città sono ubicati gli Studi Cinematografici Buftea, principale centro della cinematografia romena; agli studi si appoggiò anche Francis Ford Coppola per girare il suo film Dracula di Bram Stoker, avendo utilizzato per alcune delle scene la cappella del Castello Știrbei.